# Esmegma
El esmegma o temiga es una secreción que suele acumularse en los genitales de los mamíferos, tanto en machos como en hembras.
Esta secreción es muy similar al queso y procede del recambio celular, junto con el sebo proveniente de las glándulas de Tyson. En el hombre proviene de las células de la zona del glande y de la porción interna del gajo, y en las mujeres proviene del recambio celular y del sebo de las células en el clítoris y los labios mayores.
En los varones con frenillo corto, con fimosis o incircuncisos la acumulación se produce en el espacio balanoprepucial (entre el prepucio y el glande del pene), y en las mujeres en la capucha del clítoris y en los pliegues entre los labios menores y mayores. En los varones circuncidados se producen las mismas sustancias pero su limpieza es más sencilla, ya que no tienen sitio donde acumularse.

## Esmegma humano

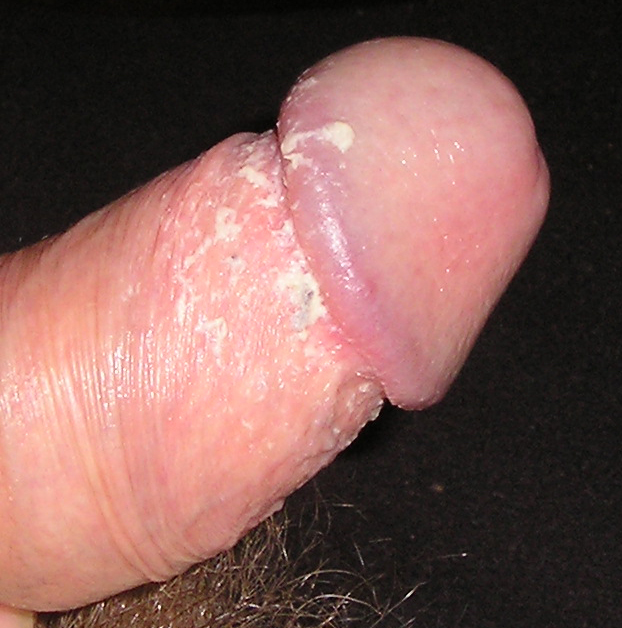
Esmegma en un pene humano

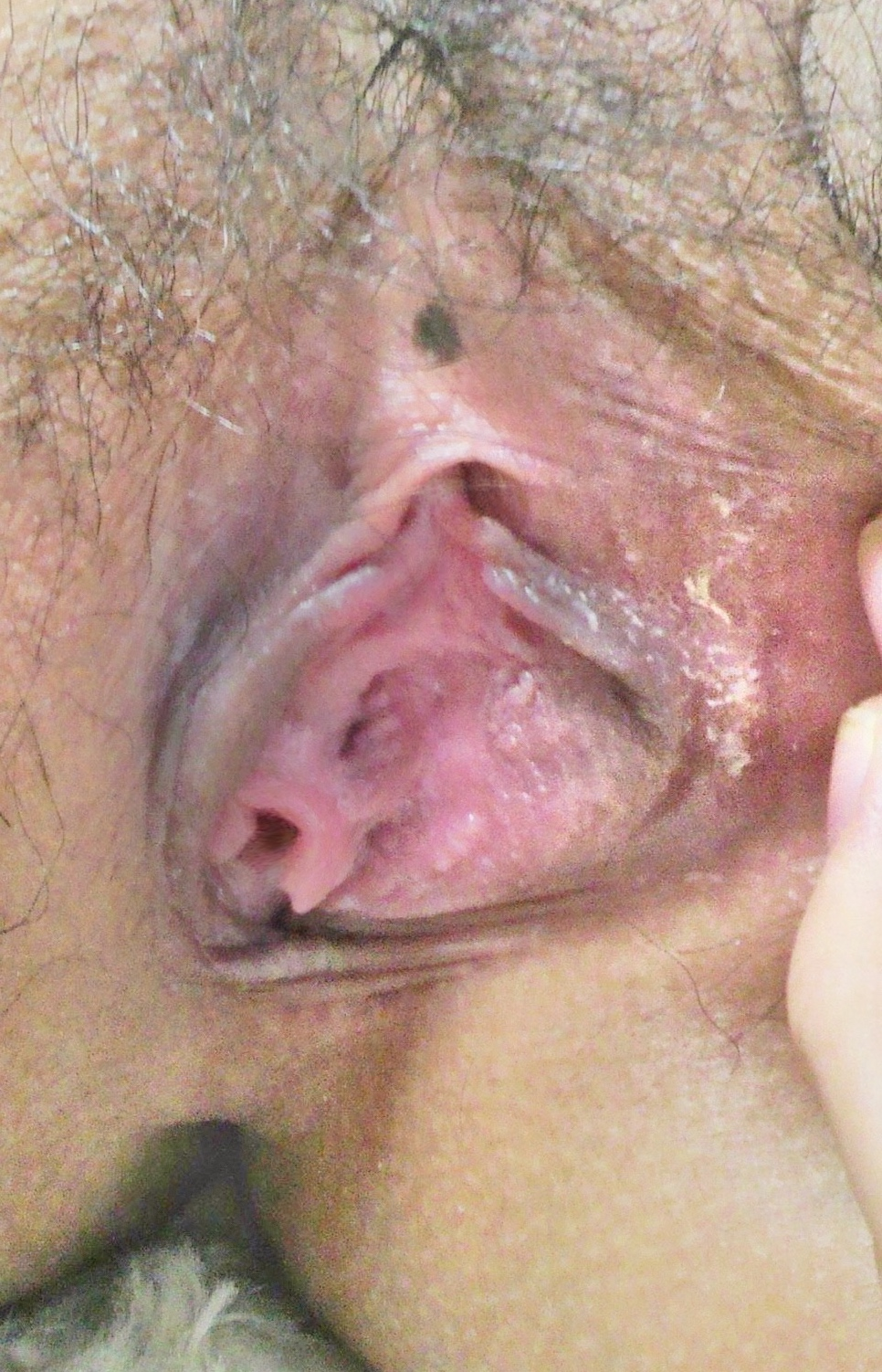
Vulva humana con esmegma visible entre los labios

Es una secreción blancuzca, untuosa y con un fuerte olor agrio característico. Su presencia se da en los hombres y en las mujeres. 
Puede provocar irritación e inflamación del glande (denominada balanitis), del prepucio (postitis) o de ambos (balanopostitis), cosa que sucede si no se higieniza adecuadamente.
Para eliminarlo solo hace falta descubrir el glande retrayendo el prepucio, y limpiarlo con agua durante la ducha o cualquier otra forma de aseo personal.
Según indican algunos estudios, el esmegma podía incrementar el riesgo de padecer cáncer de pene, aunque otros estudios más recientes han descartado esta posibilidad. Algunos médicos creen que es más fácil que un varón desarrolle cáncer de pene si no mantiene una higiene adecuada.

## Relevancia clínica

### Higiene

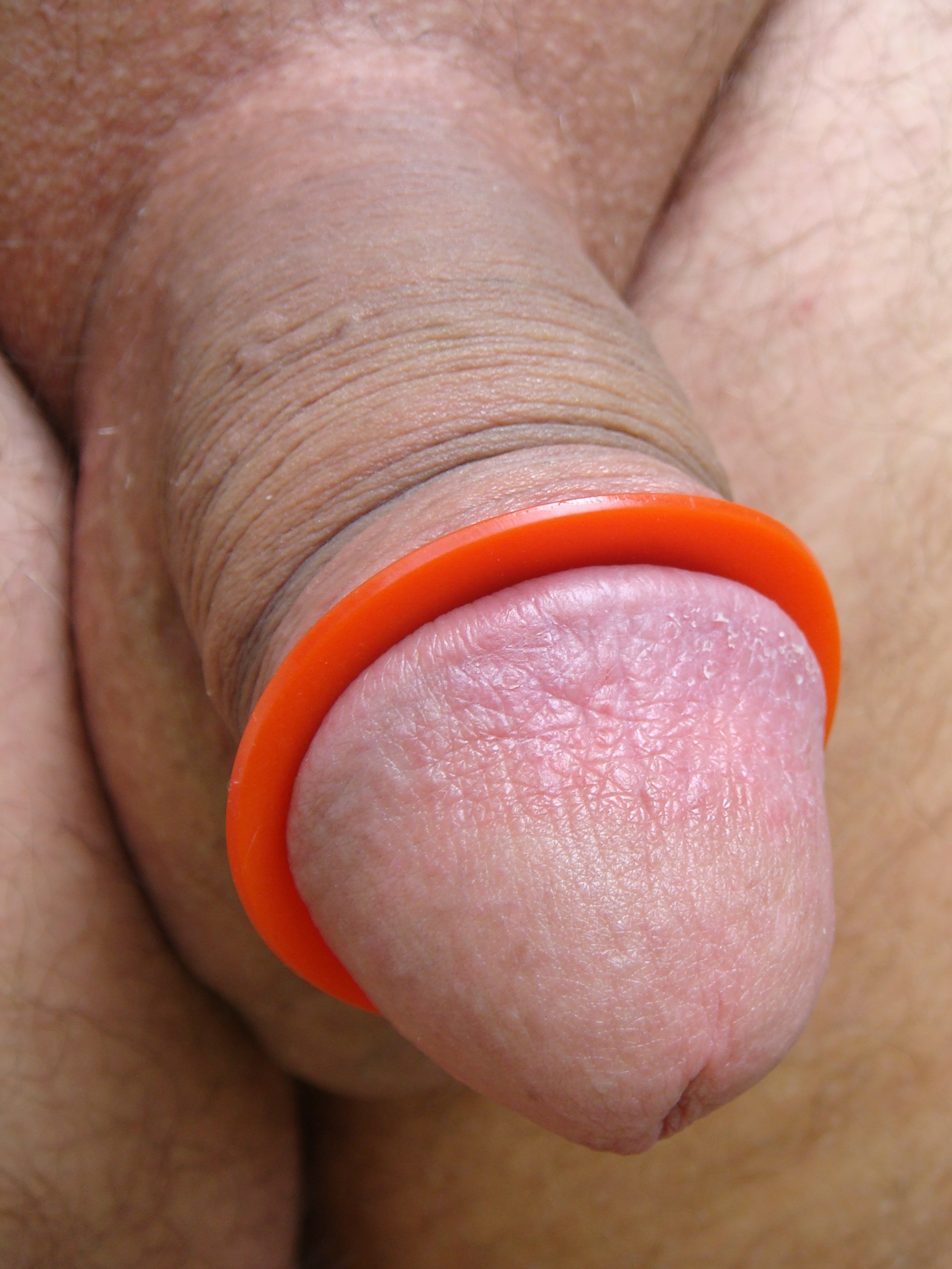
El anillo de silicona se utiliza para evitar la acumulación de esmegma, ya que permite que el prepucio permanezca retraído por detrás del glande.

En los hombres circuncidados es menor la acumulación de esmegma.[cita requerida] Sin embargo, la circuncisión y la higiene no están científicamente vinculados: la Real Sociedad de los Países Bajos para la Promoción de la Medicina dice que «no hay pruebas convincentes de que la circuncisión es útil o necesaria en materia de prevención e higiene». Además, la American Academy of Pediatrics dice: «la circuncisión ha sido sugerida como un método eficaz para mantener la higiene del pene desde la época de las dinastías egipcias, pero hay pocas pruebas para afirmar la asociación entre el estado de la circuncisión y la higiene del pene óptima».
No está demostrado epidemiológicamente que en las poblaciones con menor tasa de circuncisión hay más casos de cáncer de pene. Se supone que esta creencia se sustenta en que la acumulación de esmegma favorece la contaminación por Corynebacterium esmegmatis, que transforma el esmegma en esteroles altamente cancerígenos.[cita requerida]
Aun así, desde el punto de vista médico y de higiene se debe tener hábitos de higiene y de cuidado del pene.